# Hendecourt-lès-Cagnicourt

Hendecourt-lès-Cagnicourt este o comună în departamentul Pas-de-Calais, Franța. În 1 ianuarie 2022 avea o populație de 297 de locuitori.